# Jennifer Charles
Jennifer Charles (15 de noviembre de 1968) es una cantante, música, compositora, y poeta estadounidense. Junto con Oren Bloedow, es cofundadora de la banda neoyorquina Elysian Fields.

## Biografía
Nació en Washington D. C. Su madre fue cantante de música torch en los clubs de Washington D. C. y su padre tenía un programa radiofónico de jazz. A los 14 comenzó su carrera profesional en el teatro, apareciendo en obras y producciones de teatro experimental en sitios como The Studio y los teatros The Source.
En 1987, se mudó a Nueva York para continuar sus estudios académicos y de teatro, recibiendo un grado en Bellas artes de la escuela Tisch en la Universidad de Nueva York en sólo tres años. Al graduarse apareció en varios teatros fuera de Broadway, tuvo una temporada de canto en un piano-bar de piano e hizo una serie de performances y lecturas de poesía en el original Knitting Factory. También se presentó en Tonic, DJed en París, y en The Stone, de John Zorn.
Elysian Fields fue fundado en 1995 y ha lanzado cinco álbumes grabados (seis contando uno producido por Steve Albini que fue suprimido). También han contribuido a muchas recopilaciones en CD, incluyendo la primera canción del álbum tributo a Serge Gainsbourg de John Zorn. Esta canción, su interpretación de Les Amours Perdues, también apareció en la película de Lea Pool, Emporte Moi.
Además de Elysian Fields, Charles tiene otros proyectos. Ella y Bloedow grabaron La Mar Enfortuna para el sello discográfico Tzadik de Zorn, presentando interpretaciones de canciones sefarditas y ladinas. Ha estudiado canto clásico hindú con el profesor Gulamji. [Cita requerida]
A finaes de 2007, ella y Bloedow produjeron un segundo álbum para Tzadik, bajo el nombre de la banda La Mar Enfortuna, llamado Conviviencia. Charles canta en cinco lenguas en dicho álbum, incluyendo Ladino, español, arameo, árabe, y griego.
Charles también es el cuarto miembro de la banda Lovage, junto con Dan the Automator, Mike Patton y Kid Koala. La banda grabó su álbum debut titulado Music to Make Love to Your Old Lady By en 2001. Charles coescribió y cantó la mayoría del material del álbum. También ha trabajado con bandas como Firewater, interpretando en The Circus y Mr Cardiac del álbum de 1996 Get Off the Cross, We Need the Wood for the Fire, así como en Sybarite de Xian Hawkin, el último álbum de Foetus, llamado Love. También colaboró con Matt Johnnson de The The, y en muchos álbumes de John Zorn.
Charles grabó en francés con el compositor Jean-Louis Murat para el álbum A bird on a poire en 2004, el cual estuvo nominado como mejor álbum pop que otorga el festival Victoires de la Musique.
Tuvo un sitio como huésped en Tweaker, proyecto solista del exbaterista de Nine Inch Nails, Chris Vrenna. En el mismo cantó y cocompuso la pista Crude Sunlight, el cual apareció en el álbum de 2004 2 a.m. Wakeup Call. Charles cocompuso música con Johnny Klimek y Reinhold Heill (Corre Lola Corre) para la película Tangled. La versión de Elysian Fields de Tangled up in blue de Bob Dylan puede ser escuchada en los créditos de la película.
Charles produjo el más último álbum solista de Oren Bloedow She Goes With me to a Blossom World, el cual salió en 2008.
Recientemente Charles estuvo de vuelta en el escenario en la producción teatral Lighting at Our Feet, inspirado en la poeta Emily Dickinson, bajo la dirección del ganador del Obie, Bob McGrath, con el cineasta Bill Morrison y el compositor Michael Gordon, el cual fue parte del festival Next Wave de la Academia de Música de Brooklyn en diciembre de 2008, donde cantó y actuó, canalizando a la icónica poeta de siglo XIX.
En 2011 y 2012, Charles dio tours con la última producción de Elysian Fields, Last Night on Earth.

## Discografía
- 2014:  Elysian Fields – For House Cats and Sea Fans (Vicious Circle, France; Diluvian/Ojet, US)
- 2012:  Wax Tailor – Heart Stop (vocalist)
- 2011:  Elysian Fields – Last Night on Earth, Ojet
- 2009:  Elysian Fields – The Afterlife, Diluvian/Vicious Circle (writer, vocalist, rebab)
- 2008:  The Heavy Circles, Dynamite Child' (bgvs)
- 2008: Oren Bloedow- She Goes With Me to a Blossom World, Diluvian (producer, bgvs, keyboards)
- 2007:  La Mar Enfortuna, Convivencia, Tzadik (voc, writer)
- 2007:  Foetus – Vein, Birdman (voc)
- 2006:  Ben Perowsky's Moodswing Orchestra – El Destructo (writer, vocalist)
- 2006:  Elysian Fields – Bum Raps And Love Taps, Diluvian/Naive (writer, vocalist, keyboards)
- 2005:  Foetus Love – Birdman Records (vocalist)
- 2004:  Jean Louis Murat – A Bird on a Poire, Labels (vocalist)
- 2004, 2003:  Elysian Fields – Dreams That Breathe Your Name, Diluvian (writer, vocalist, farfisa)
- 2004 Tweaker – 2 AM Wake-Up Call, IMUSIC (writer, vocalist)
- 2003 Ben Perowsky – Camp Songs, Tzadik (vocalist)
- 2003 Sasha Argov – Great Jewish Music, Tzadik (vocalist)
- 2003 Foetus – A Tribute to the Sisters of Mercy, EFA (vocalist, writer)
- 2002 Frank London – Scientist at Work, Tzadik (vocalist)
- 2002 John Zorn – Film Works XII – Three Documentaries, Tzadik (vocalist)
- 2002 Sybarite – Scene of the Crime, 4AD (writer, vocalist)
- 2002 John Zorn – IAO Music in Sacred Light, Tzadik (vocalist)
- 2001 illy B Eats – Drop the Needle, Amulet (vocalist)
- 2001 Zoar – Clouds Without Water (vocalist)
- 2001 Lovage – Music to Make Love to Your Old Lady By, 75 Ark (writer, vocalist)
- 2001 Firewater Psychopharmachology, Jetset (vocalist)
- 2001 Oren Bloedow and Jennifer Charles – La Mar Enfortuna, Tzadik (vocalist, bells, wurli, writer)
- 2000 Elysian Fields – Queen of the Meadow, Jetset. (writer, vocalist, mini moog, guitar, wurli)
- 1999 Liminal (unreleased) (writer, vocalist)
- 1999 What's the Word Volume 1 – Various Artists, Deezal (writer, vocalist, piano)
- 1999 DJ Logic – Project Logic, Ropeadope (writer, vocalist)
- 1999 Jean Louis Murat – Mustango, Labels (vocalist)
- 1998 Great Jewish Music: Marc Bolan – Various Artists, Tzadik. (vocalist)
- 1998 Elysian Fields – The Albini record (unreleased) Radioactive (writer, vocalist)
- 1998 Oren Bloedow – The Luckiest Boy in the World, Knitting Factory Works (bgv)
- 1997 Elysian Fields Meets DJ Cam – Radioactive (writer, vocalist)
- 1997 Great Jewish Music: Serge Gainsbourg Various Artists, Tzadik (vocalist)
- 1997 Life in a Blender Two Legs Bad, Fang (phoned in whispers)
- 1997 Live Secret Samadhi, Radioactive (bgv)
- 1996 Jennifer and Kenny Siegel Sessions (unreleased) (vocalist)
- 1996 Firewater Get Off The Cross ... We Need The Wood for the Fire, Jetset (vocalist)
- 1996 Elysian Fields – Bleed Your Cedar, Radioactive (writer, vocalist, rhythm king, percussion)
- 1996 Elysian Fields – Elysian Fields EP, Radioactive. (writer, vocalist)
- 1992 Oren Bloedow – Knitting Factory Works (bgv)